# Tails Adventure
Tails Adventure, на территории Японии известная как Tails Adventures (яп. テイルスアドベンチャー Тэирусу Адобэнтя:, с англ. — «Приключения Тейлза») — видеоигра серии Sonic the Hedgehog в жанрах платформер и action-adventure, разработанная компанией Aspect и изданная Sega для портативной игровой приставки Sega Game Gear осенью 1995 года. Позднее проект был портирован на различные игровые платформы нескольких поколений и входил в состав некоторых сборников.
В Tails Adventure игроку предстоит пройти различные уровни за лисёнка Тейлза. По сюжету на остров Какао нападает армия птиц Кукку с целью завоевать остров и получить Изумруды Хаоса, а главный герой, увидев это, собирается остановить злодеев. Во время прохождения необходимо использовать различные бомбы и приспособления, чтобы уничтожать врагов и преодолевать различные участки уровней.
Игра стала последней частью серии, в которой главным героем выступает лис Тейлз, а не главный персонаж франшизы Соник. В ходе разработки проект претерпел некоторые изменения в плане дизайна и игровой концепции. Tails Adventure получила в основном положительные отзывы от игровой прессы. Обозреватели хвалили интересный игровой процесс, графику и уровни, но подвергали критике управление и скорость прохождения.

## Игровой процесс
Tails Adventure является двухмерным платформером с элементами action-adventure. По сюжету игры лис Тейлз собирается в приключение на остров Какао (англ. Cocoa Island) с целью разрушить планы армии птиц Кукку по завоеванию территории и получению Изумрудов Хаоса. Игрок должен пройти двенадцать разнообразных игровых зон («Poloy’s Forest», «Volcanic Tunnel», «Polly Mt. 1», «Lake Rocky», «Cavern Island», «Green Island», «Caron Forest», «Lake Crystal», «Polly Mt. 2», «Coco Island», «Battle Fortress 1», «Battle Fortress 2»), каждая заполнена определёнными врагами-роботами, называемые бадниками (англ. badnik). На уровнях Тейлз может летать, плавать, висеть на выступах и решать головоломки. На зонах разбросаны золотые кольца, сбор которых улучшает здоровье персонажа. При этом, в игре жизнь у игрока всего одна, если Тейлз будет сталкиваться с врагами или препятствиями, то он умрёт, а игра будет при этом окончена. Также лис может использовать бомбы или медальоны для защиты или других дополнительных действий, например, чтобы уничтожить врага или применить приём spin dash, разгоняясь на месте и атакуя скоростным ударом в перекате. На некоторых уровнях скрыты Изумруды Хаоса (всего их шесть), сбор которых увеличивает время полёта и полоску с очками здоровья. После прохождения некоторых зон, игрок сражается с боссами в лице главных руководителей армии Кукку (доктор Фукуроков, два Великих Кукку из разных поколений) и роботов (Голем, Механическая Птица).
Не менее важную роль в сюжете игры играет миниатюрный дистанционно управляемый робот, построенный по подобию Тейлза. Он очень мал, а потому может проникнуть в места, недоступные главному герою. При игре за робота, управление переключается на него. Напарник лиса может ходить, прыгать, летать, неуязвим для шипов и большинства врагов, но уязвим для специального синего лазера. При попадании под луч такого лазера, робот вернётся к Тейлзу. Многие головоломки могут быть решены только с помощью робота. Под водой Тейлз перемещается на мини-подлодке «Sea Fox», управление которой во многом схоже с управлением роботом. В отличие от большинства других игр серии Sonic the Hedgehog, запас воздуха бесконечен, и лисёнок может находиться под водой неограниченно долго. Мини-подлодка также имеет собственное оружие разных видов, включая пулемёт, самонаводящиеся торпеды, генераторы силового поля и ракетные ускорители.

## Разработка и выход игры
Как и в предыдущих играх серии Sonic the Hedgehog для портативной консоли Game Gear, в разработке Tails Adventure принимала участие компания Aspect. Игра стала третьей и последней из серии, в которой главным героем является лис Тейлз, а не главный персонаж франшизы Соник (после Tails and the Music Maker и Tails’ Skypatrol). Помимо этого, Tails Adventure заметно отличилась от других игр серии в плане игрового процесса, дизайна и концепции. Релиз игры впервые состоялся 22 сентября 1995 года в Японии под названием Tails Adventures. В том же году игра была издана на территории Европы и Северной Америки под названием Tails Adventure, однако на заставке титульного экрана игры по-прежнему осталось название Tails Adventures. Кроме того, европейская и североамериканская версии игры имели некоторые различия в сюжете, так, например, Тейлз уже знаком с ежом Соником, а армия Кукку прибыла с целью завоевать остров, а не похитить Изумруды Хаоса, как в японской версии.
Существует множество портов Tails Adventure для различных игровых платформ. В 2003 году игра присутствовала в платформере Sonic Adventure DX: Director's Cut для консоли GameCube и PC-совместимых компьютеров под управлением Windows как открываемая мини-игра. В 2005 году Tails Adventure вошла в состав сборника Sonic Gems Collection, выпущенного для консолей GameCube и PlayStation 2. В 2013 году игра была выпущена для портативной приставки Nintendo 3DS и стала доступна для скачивания в сервисе Nintendo eShop.

## Оценки и мнения
| Сводный рейтинг       | Сводный рейтинг |
| Агрегатор             | Оценка          |
| --------------------- | --------------- |
| MobyRank              | 81/100          |
| Иноязычные издания    |                 |
| Издание               | Оценка          |
| AllGame               | [ 14 ]          |
| EGM                   | 7,75/10         |
| GamePro               | 8/10            |
| Nintendo World Report | 5/10            |
| Digitally Downloaded  | [ 17 ]          |
| Mean Machines         | 80/100          |
| Mega Fun              | 81/100          |
| neXGam                | 79/100          |
| Retrospekt            | 78/100          |
| SEGA-Mag              | 9/10            |

После выхода игра Tails Adventure получила в основном положительные отзывы от прессы. На сайте MobyGames средняя оценка оригинала составляет 81 балл из 100 возможных. Критики позитивно оценили игровой процесс, графику и уровни, но главными недостатками посчитали управление и скорость прохождения. В апреле 2012 года сайт GamesRadar поместил Tails Adventure на 16 место в списке «Лучших игр для Sega Game Gear всех времён». Несмотря на положительные отзывы, проекту не удалось завоевать должной популярности среди фанатов из-за слабых продаж портативной консоли.
Представитель журнала Electronic Gaming Monthly (EGM) оценил игру в 7,75 баллов из 10 возможных. В своём обзоре он назвал Tails Adventure «солидной приключенческой игрой», сравнив её с серией Super Mario. Критику понравилась красочная и чёткая графика, а также в плюсы записал многочисленные секреты на уровнях. Однако журналист из GamePro, в отличие от своего коллеги из EGM, негативно оценил платформер из-за отсутствия высокой скорости прохождения, и по этой причине игра превратилась, по его словам, в «приключения улиток». В своей рецензии Том Бромвелл из сайта Eurogamer обратил своё внимание лишь на исчезание в стене шкалы со здоровьем.
Нил Ронаган из Nintendo World Report оценил переиздание в eShop всего в 5 баллов из 10, раскритиковав дизайн и технические ограничения оригинальной игры, но положительно оценил концепцию и задумку разработчиков создать проект с акцентом на исследования. Журналист GameSpot Райан Дэвис посчитал двухмерную графику и ракурс камеры с видом сбоку главными проблемами Tails Adventure, поскольку из-за них Тейлз медленно бежит и с трудом бросает бомбы.

### Влияние
Сюжет Tails Adventure был адаптирован в комиксе Sonic Universe от Archie Comics (№ 17—20, арка «The Tails Adventure» или «Trouble in Paradice»), где сюжет был ближе к западной версии игры.